# Nemestrinus ater
Nemestrinus ater is een vliegensoort uit de familie van de Nemestrinidae. De wetenschappelijke naam van de soort is voor het eerst geldig gepubliceerd in 1810 door Guillaume-Antoine Olivier.